# クロム鉄鉱
クロム鉄鉱（くろむてっこう、chromite、クロマイト）は、鉄、マグネシウム、クロムが主成分の酸化鉱物。モース硬度5.5、組成式は (Fe,Mg)Cr2O4 で、磁鉄鉱などと同様にスピネル型結晶構造を取るスピネルグループの鉱物。
色は黒色が基本であるが、茶色がかっている場合もある。
クロム鉄鉱内のマグネシウムの比率は常に一定でなく、鉄よりもマグネシウムが多いとクロム苦土鉱（magnesiochromite，MgCr2O4）になる（両者の固溶体は、俗に「クロムスピネル（chromianspinel）と呼ばれる）。鉄の代わりにアルミニウムが含まれていることもある。鉄分を含むが、磁性は弱いかほとんど無い。
主にかんらん岩や変成岩など岩石の中に存在し、クロムを生成する上で重要な鉱石鉱物となっている。灰クロム柘榴石を伴うことが多い。